# Gmina Gomunice
Die Gmina Gomunice ist eine Landgemeinde im Powiat Radomszczański der Woiwodschaft Łódź in Polen. Ihr Sitz ist das gleichnamige Dorf.

## Gliederung
Zur Landgemeinde Gomunice gehören zehn Dörfer mit einem Schulzenamt:
Chruścin
Chrzanowice
Gertrudów
Gomunice
Karkoszki
Kletnia
Kocierzowy
Piaszczyce
Słostowice
Wąglin
Weitere Ortschaften der Gemeinde sind:
Borowiecko-Kolonia
Chrzanowice (kolonia)
Fryszerka
Hucisko
Kletnia (kolonia)
Kolonia Piaszczyce
Kosówka
Marianka
Paciorkowizna
Pirowy
Pudzików
Wielki Bór
Wojciechów
Wójcik
Zygmuntów